# Genu Valgum

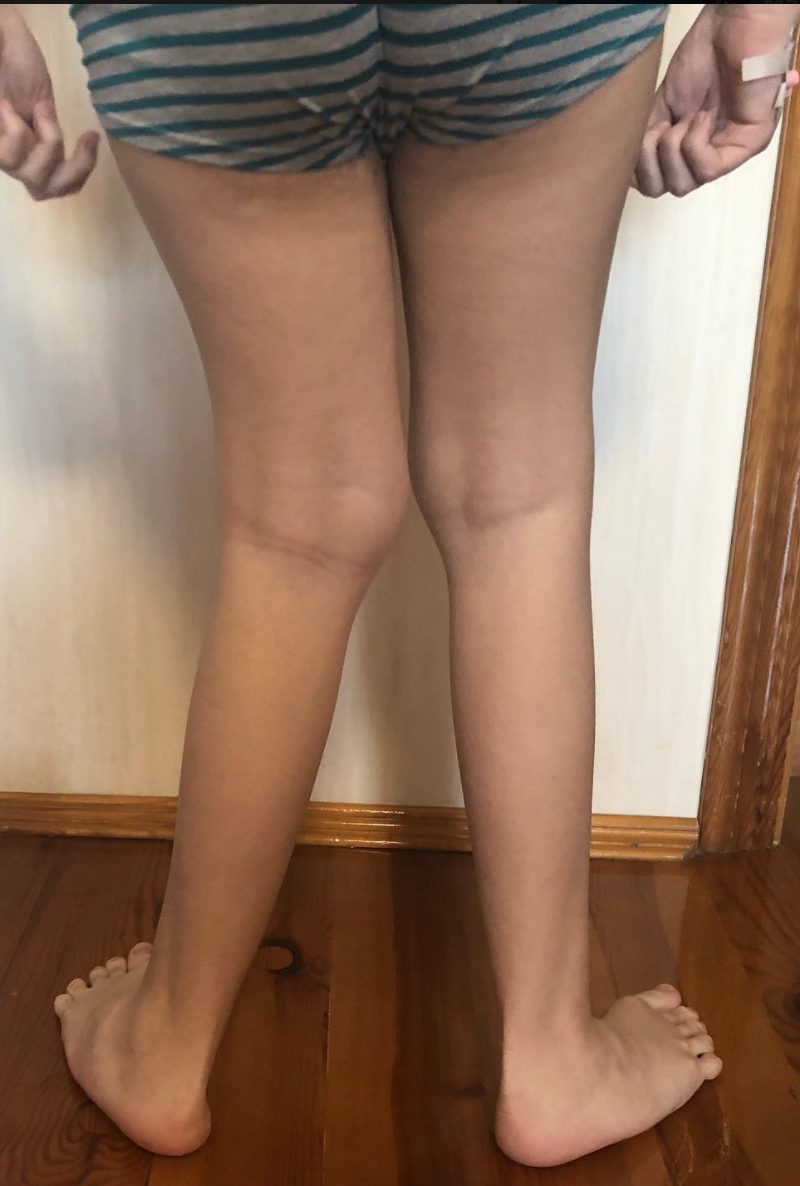
Вальгусна деформація колінного суглоба

Ва́льгусна деформація (лат. valgus — «вигнутий досередини»), або Х-подібна деформація (лат. genu valgum — «вигнуте досередини коліно») — стан, при якому коліна нахиляються і торкаються одне одного, коли ноги випрямлені. Люди з важкою вальгусною деформацією зазвичай не можуть стикатися ступнями, одночасно випрямляючи ноги.

## Термінологія
Вальгус — це термін, що позначає вигин досередини дистального сегмента кістки або суглоба. Протилежний стан називається варусна деформація колінного суглоба, тобто латеральне відхилення дистального відділу кістки. Терміни varus і valgus завжди стосуються напрямку, в якому вказує дистальний сегмент суглоба. Цікаво, що оригінальні латинські визначення varus і valgus були протилежні їхньому нинішньому вжитку.

## Причини виникнення
Genu valgum може виникати з різних причин включаючи харчові, генетичні, травматичні, ідіопатичні або фізіологічні та інфекційні.
Рахіт
У деяких частинах світу харчовий рахіт є важливою причиною виникнення в дитинстві патології genu valgum (вальгусної чи Х-подібної деформації) колінного суглоба. Харчовий рахіт виникає через нездоровий спосіб життя, такий як недостатній вплив сонячного світла, який є основним джерелом вітаміну D. Недостатнє споживання кальцію з їжею є ще одним фактором. Точно так же genu valgum може виникати в результаті рахіту, викликаного генетичними аномаліями, такими як стійкий до вітаміну D рахіт або Х-зв'язана гіпофосфатемія.
Остеохондродисплазія
Остеохондродисплазія — це група генетичних захворювань кісток або генетичних дисплазій скелета, які проявляються генералізованими деформаціями кісток, що зачіпають всі кінцівки і хребет. Genu valgum — одне з відомих скелетних проявів остеохондродисплазії. Для постановки остаточного діагнозу необхідно пройти повне рентгенологічне дослідження кісток.
Інші причини
Ідіопатичний genu valgum — це форма, яка є вродженою чи не має відомої причини.
Можуть бути пов'язані також й інші системні стани, такі як кристалічна дистрофія рогівки Шнайдера, аутосомно-домінантний стан, який часто супроводжується гіперліпідемією.

## Діагностика
Помірний genu valgum діагностується, коли людина, що стоїть вертикально з дотичними ступнями, також показує дотичні коліна. Це можна побачити у дітей у віці від 2 до 5 років. Патологія часто коригується природним шляхом у міру зростання дітей. Однак стан може зберігатися або погіршуватися з віком, особливо якщо Х-подібна деформація є результатом хвороби, наприклад рахіту.
Ступінь genu valgum клінічно можна оцінити за кутом Q, який являє собою кут, утворений лінією, проведеною від передньої верхньої клубової ості через центр надколінка та лінією, проведеною від центру надколінка до центру великогомілкової кістки. У жінок кут Q повинен бути менше 22 градусів при розгинанні коліна і менше 9 градусів при згинанні коліна на 90 градусів. У чоловіків кут Q повинен бути менше 18 градусів при розгинанні коліна і менше 8 градусів при згинанні коліна на 90 градусів. Типовий кут Q становить 12 градусів для чоловіків і 17 градусів для жінок
Рентгенографія

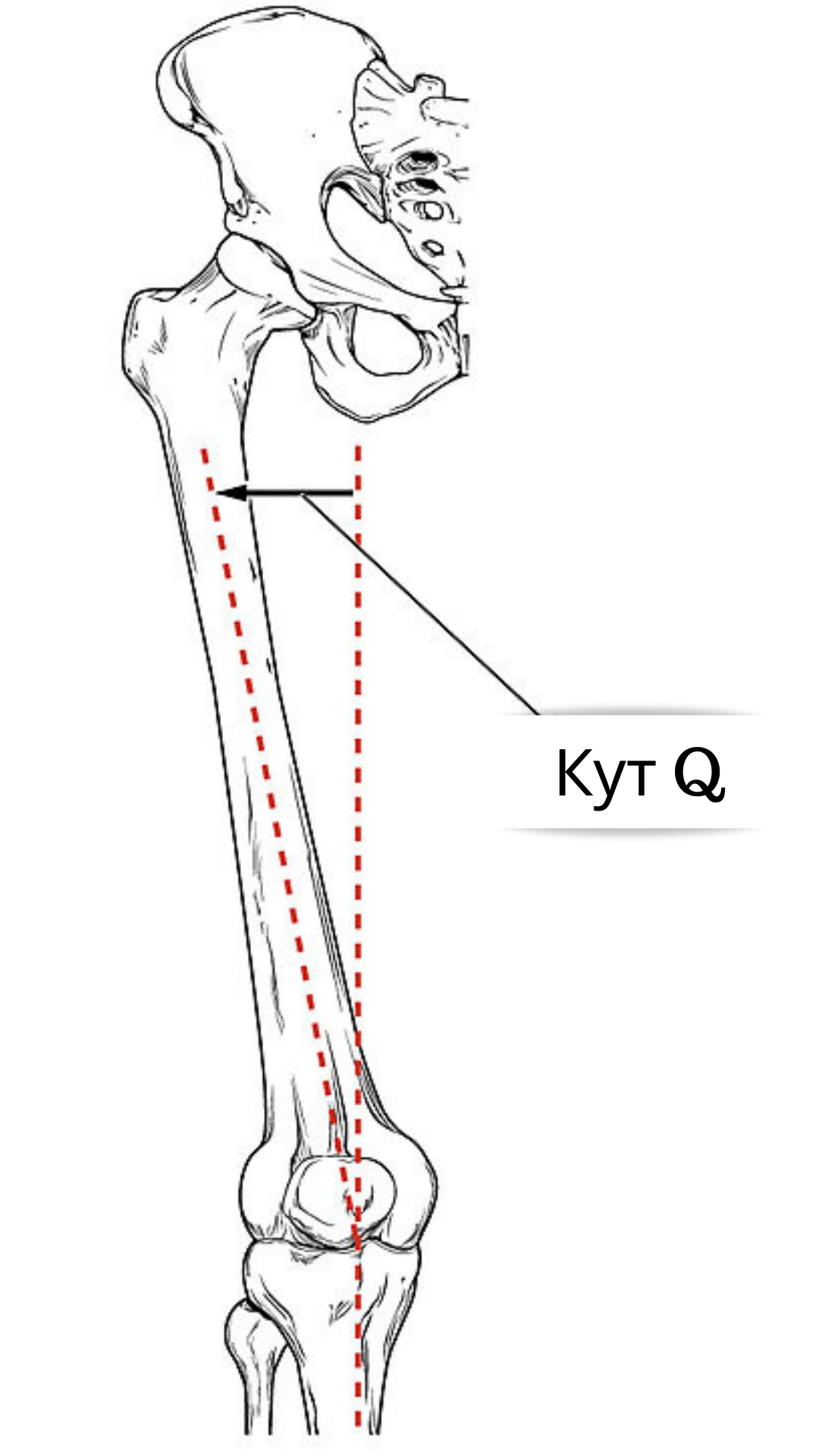
Зображення, що показує, як вимірюється Q-кут

На проєкційній радіографії, ступінь варусної або вальгусної деформації може бути визначена кількісно за допомогою кута стегна до коліна-щиколотки, який представляє собою кут між механічної віссю стегна та центром гомілковостопного суглоба. Зазвичай він становить від 1,0 ° до 1,5 ° вальгусної деформації у дорослих. Нормальний діапазон у дітей різний.

## Лікування
Лікування вальгусної деформації у дітей залежить від основної причини. Розвиток, також відомий як ідіопатичний genu valgum, зазвичай самообмежується і допускається в дитинстві.
Genu valgum, вторинний по відношенню до харчового рахіту, зазвичай лікується зі зміною способу життя у вигляді адекватного перебування на сонці для забезпечення щоденних потреб організма у вітаміні D і харчування з багатого на кальцій. Додатково можна використовувати добавки кальцію і вітаміну D.
Якщо деформація не проходить, незважаючи на консервативне лікування, вказане вище, а деформація серйозна і викликає порушення ходи, лікування проходить хірургічним шляхом. Зазвичай для випрямлення деформованої кістки використовується хірургія керованого зростання.
Genu valgum, що виникає в результаті остеохондродисплазії зазвичай вимагає повторних хірургічних втручань під контролем зростання пацієнта.
Genu valgum, вторинний по відношенню до травми, залежить від ступеня фізичного пошкодження. Звичайно потрібні процедури реконструкції кінцівок, особливо якщо травма з'явилася в перші роки життя, коли поздовжній ріст кістки швидкий.
Лікування вальгусної деформації у дорослих залежить від основної причини та ступеня ураження суглобів, а саме артриту. Кістково-коригувальна остеотомія і протезування суглоба можуть використовуватися в залежності від віку пацієнта і симптоматики з точки зору болю і функціональних порушень. Зниження ваги і заміна вправ з високим навантаженням на вправи з низьким навантаженням можуть допомогти сповільнити прогресування стану. При кожному кроці вага пацієнта спотворює коліно в сторону зігнутого положення коліна, і ефект посилюється зі збільшенням кута або ваги. Навіть в нормальному положенні коліна стегна функціонують під кутом, тому що вони з'єднуються з тазостегновим поясом в точках набагато далі один від одного ніж вони з'єднуються в колінах.
Робота з фахівцем з фізичної медицині, таким як фізіотерапевт може допомогти пацієнтові дізнатися, як поліпшити результати і правильно використовувати м'язи ніг для підтримки кісткових структур.